# 艾氏日行守宫
艾氏日行守宫（学名：Phelsuma edwardnewtoni），又名罗德里格日行守宫（Rodrigues day gecko），是一种已灭绝的日行守宫，它们是罗德里格岛的特有种。

## 词源
艾氏日行守宫的种小名edwardnewtoni，是为纪念英国殖民地管理者及鸟类学家爱德华·牛顿（英文：Edward Newton）。

## 分类

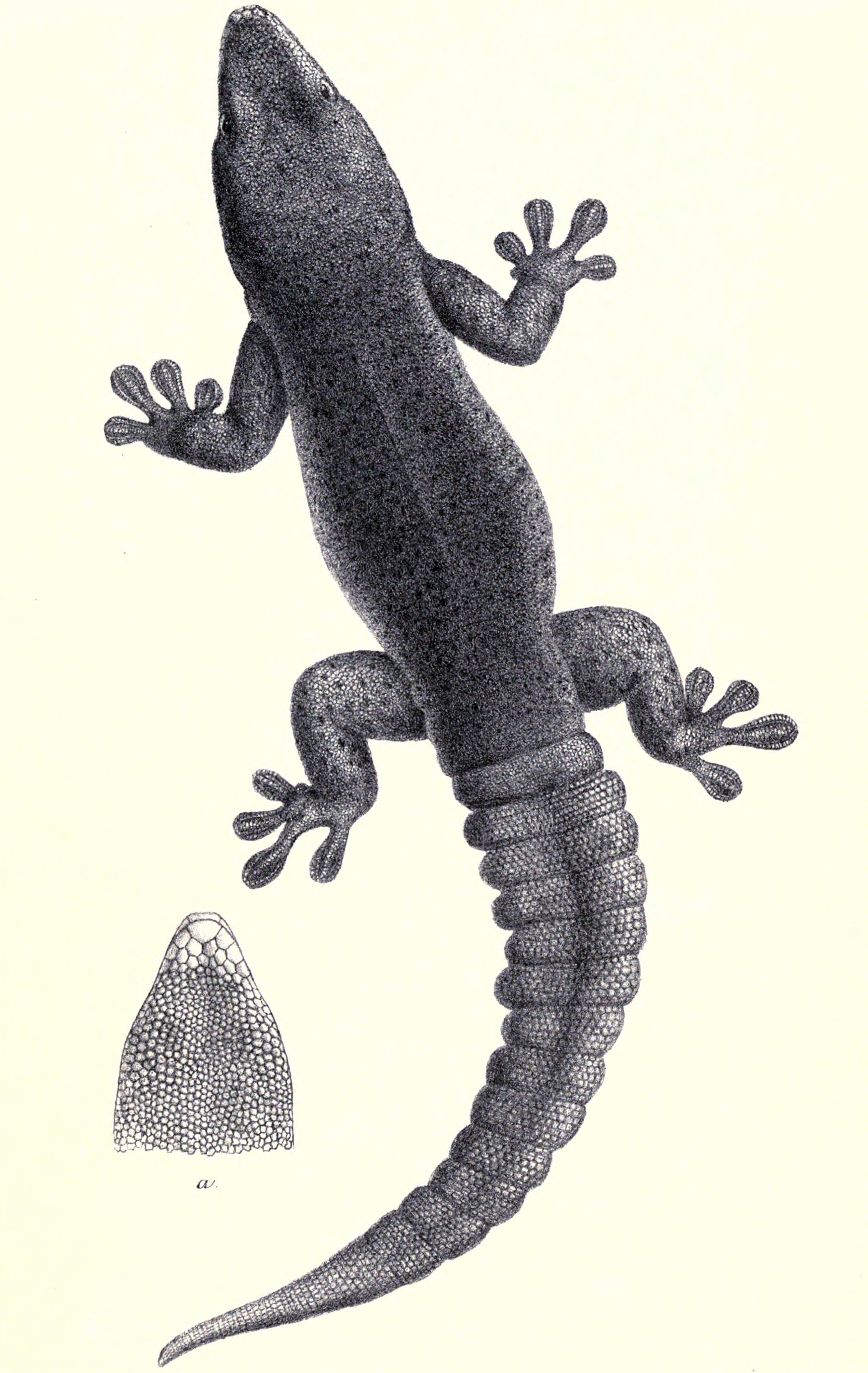
1885年所画的插图

艾氏日行守宫现已灭绝，它最初分别于1883年和1885年被乔治·亚伯特·布兰洁描述为P. newtoni和P. newtonii，但因为这个名字已被认为是同样已经灭绝的巨日行守宫（学名：Phelsuma gigas）的异名，Jean Vinson和Jean-Michel Vinson在1969年将其种小名更变为edwardnewtoni。

## 描述
艾氏日行守宫是最大的日行守宫之一，其长度达23厘米。早期的研究者描述该物种非常常见，但自1917年就再也没有被观察到。尽管于1860年代至1870年代对罗德里格岛的各个海岛进行搜查，也没有任何发现。目前仅有5个标本被采集，其三个收藏于伦敦自然历史博物馆，另两个则收藏于巴黎自然历史博物馆。这些标本都被酒精所保存。

## 行为和生态
艾氏日行守宫曾分布于罗德里格岛和其周边岛屿，并居住在树上。这种日行守宫吃各种昆虫和其他无脊椎动物，它们也喜欢舔食甜的水果和花蜜。它们的栖息地已经被人类和其带来的外来动物（如猫、老鼠）很大程度的破坏，这很有可能是其灭绝的原因。
艾氏日行守宫非常温顺，而且不惧怕人类，甚至会吃人类手中的水果。
Leguat的描述如下：
一些棕榈树和悬铃木上总是爬满了一种一英尺长的蜥蜴，它是如此不同寻常的美丽。一些是蓝色，一些是黑色，一些是绿色，一些是红色，一些是灰色，每一种颜色都是那么的生动鲜明。它们主要食物是棕榈树的果实，它们无害而且可以驯服。它们经常在我们在时到桌上吃甜瓜，甚至会爬到我们手上。它们被一些鸟类所捕食，特别是麻鳽。当我们用杆子将它们从树上打下来时，那些鸟总是当着我们面狼吞虎咽的将它们吃掉。尽管我们竭尽全力去阻止那些鸟，保护它们时。它们仍会跟在我们和它们天敌的后面。